# Minta Durfee
Pour les articles homonymes, voir Durfee.
Minta Durfee, née le 1er octobre 1889 à Los Angeles et morte le 9 septembre 1975 à Woodland Hills en Californie, est une actrice américaine.

## Biographie
Née Araminta Estelle Durfee, le 1er octobre 1889 à Los Angeles en Californie.
Elle embrasse la carrière artistique à 17 ans comme danseuse, choriste et actrice de vaudeville. C'est sur les planches qu'elle rencontre Roscoe Arbuckle qu’elle épouse le 6 août 1908 et ils continuent ensemble dans les mêmes compagnies théâtrales et les mêmes tournées.
Elle débute au cinéma à ses côtés en 1913, à la Keystone Film Company dirigée par Mack Sennett et tourne souvent avec lui dans les films de George Nichols ou de Wilfred Lucas. En 1914, elle figure dans les premiers films de Charlie Chaplin, et est la première leading lady à lui donner la réplique dans Charlot marquis (Cruel, Cruel Love) ou Charlot aime la patronne (The Star Boarder), mais c'est essentiellement dans les films de son mari qu'elle apparaît, surtout lorsque celui-ci devient son propre réalisateur. Elle est une des actrices de premier plan de la Keystone aux côtés de Mabel Normand et donne souvent la réplique à Mack Swain (Ambrose) ou Chester Conklin (Walrus) ou bien encore Ford Sterling dans les films de Charley Chase. Dans ces comédies loufoques, elle est capable de faire preuve de véritables talents acrobatiques.
Elle tourne la moitié des films de cette période sous la direction de Roscoe Arbuckle et sa carrière est extrêmement dépendante de sa vie personnelle. À la suite de problèmes dans son couple, elle arrête de tourner, mais ils restent très liés. Ils se séparent en 1917 mais ne divorcent qu'en 1925, bien après le scandale qui mit fin à la carrière de Roscoe Arbuckle. Elle le soutient durant toute cette épreuve. Elle déclare vers la fin de sa vie : « Arbuckle a été l'homme le plus généreux que j'aie jamais rencontré au cours de ma vie et si c’était à refaire, je l’épouserais à nouveau ».
Après une interruption de dix ans, elle retourne au cinéma mais n'y sera que figurante.
Minta Durfee décède à Woodland Hills, Californie au Motion Picture Country Homed'une insuffisance cardiaque en 1975 à l'âge de 85 ans. Elle est enterrée au Forest Lawn Memorial Park à Glendale, près de Los Angeles.

## Filmographie

### The Keystone Film Company
- 1913 : Un mariage bien tranquille (en) (A Quiet Little Wedding) de Wilfred Lucas (CM) : la fiancée de Fatty
- 1913 : The Janitor (CM) Minor Role (non créditée)
- 1913 : Fatty à San Diego (en) (Fatty à San Diego) de George Nichols (CM) : la fille au Carnaval
- 1913 : Wine (en) de George Nichols (CM) : l'amoureuse au dîner
- 1913 : A Muddy Romance (CM) : la mère de Mabel
- 1913 : Fatty policeman (Fatty Joins The Force) de George Nichols (CM) : la nurse
- 1913 : Les Flirts de Fatty (en) (Fatty's Flirtation) de George Nichols (CM) : Minta
- 1913 : His Sister's Kids (en) de George Nichols (CM) : la sœur du docteur
- 1914 : Des pieds et des mains (en) (A Misplaced Foot) de Wilfred Lucas (CM)
- 1914 : Fatty shérif (The Under Sheriff) de George Nichols (CM) : la femme du shérif
- 1914 : A Flirt's Mistake de George Nichols (CM) : la femme
- 1914 : Les Noces de Fatty (Rebecca's Wedding Day) de George Nichols (CM) : une invitée à la Noce (non créditée)
- 1914 : Charlot fait du cinéma (A film Johnnie) de George Nichols (CM) : une actrice/dans le public au théâtre (non créditée)
- 1914 : Charlot danseur (Tango Tangles) de Mack Sennett (CM) : une invitée
- 1914 : Charlot marquis (Cruel, Cruel Love) de George Nichols (CM) : la femme
- 1914 : Charlot aime la patronne (The Star Boarder) de George Nichols (CM) : la propriétaire de la pension
- 1914 : A Bath House Beauty (en) de Roscoe Arbuckle (CM) : l'épouse de Fatty
- 1914 : Mabel au volant (Mabel At The Wheel) de Mabel Normand et Mack Sennett (CM) : une spectatrice (non créditée)
- 1914 : Charlot et le Chronomètre (Twenty Minutes of Love) de Charlie Chaplin (CM) : la fiancée d'Edgar
- 1914 : Where Hazel Met the Villain (en) de Roscoe Arbuckle (CM)
- 1914 : Charlot garçon de café (Caught in a Cabaret) de Mabel Normand (CM) : une danseuse
- 1914 : A Suspended Ordeal (en) de Roscoe Arbuckle (CM)
- 1914 : Fatty sauve son chien (en) (The Water Dog) de Roscoe Arbuckle (CM) : la nurse
- 1914 : L'Alarme des pompiers (The Alarm) de Roscoe Arbuckle (CM) (non confirmée)
- 1914 : Charlot et Fatty dans le ring (The Knockout) de Charles Avery (CM) : La fiancée de Pug
- 1914 : Fatty coureur de dot (en) (Fatty and the Heiress) de Roscoe Arbuckle (CM)
- 1914 : Fatty n'est pas veinard (en) (Fatty's Finish) de Roscoe Arbuckle (CM)
- 1914 : Fatty aviateur (en) (The Sky Pirate) de Roscoe Arbuckle (CM)
- 1914 : Le Rival de Fatty (en) (Those Happy Days) de Roscoe Arbuckle et Edward Dillon (CM)
- 1914 : Le Cadeau de Fatty (en) (Fatty’s Gift) de Roscoe Arbuckle (CM)
- 1914 : Charlot grande coquette (The Masquerader) de Charlie Chaplin (CM) : la jeune fille
- 1914 : Charlot garde-malade (His New Profession) de Charlie Chaplin (CM) : une femme (non créditée)
- 1914 : Charlot et Fatty font la bombe (The Rounders) de Charlie Chaplin (CM) : Mrs Fuller, la femme de Fatty
- 1914 : Lover's Luck (en) de Roscoe Arbuckle (CM) : la jeune fille
- 1914 : Fatty dans le monde (en) de Roscoe Arbuckle (Fatty’s Debut) (CM)
- 1914 : Fatty Again (en) de Roscoe Arbuckle (CM)
- 1914 : Hello, Mabel de Mabel Normand (CM)
- 1914 : Zip, the Dodger (en) de Roscoe Arbuckle (CM)
- 1914 : Fatty est amoureux (en) (Lover’s Post Office) de Roscoe Arbuckle (CM)
- 1914 : Une aventure de Fatty (en) (An Incompetent Hero) de Roscoe Arbuckle (CM)
- 1914 : Le Roman comique de Charlot et Lolotte (Tillie's Punctured Romance) de Mack Sennett : actrice dans le film projeté (non créditée)
- 1914 : Fatty fait des fredaines (en) (Fatty’s Wine Party) de Roscoe Arbuckle (CM)
- 1914 : Mabel et le cachalot (The Sea Nymps) de Roscoe Arbuckle (CM) : la femme de Fatty
- 1914 : Leading Lizzie Astray de Roscoe Arbuckle (CM) : Lizzie, la fiancée du garçon de ferme
- 1914 : Ambrose's First Falsehood de Dell Henderson (CM)
- 1914 : La Culotte magique de Fatty (Fatty's Magic Pants) de Roscoe Arbuckle (CM) : la jeune fille
- 1914 : Fatty chez les peaux rouges (Fatty and Minnie-he-Haw) de Roscoe Arbuckle (CM) : Minta
- 1915 : Saved by the Wireless de Walter Wright (CM)
- 1915 : Amour, Vitesse et Fanfreluches (Love, Speed and Thrills) de Mack Sennett (CM) : l'épouse d'Ambrose
- 1915 : Fatty et Mabel visitent l'exposition (en) (Fatty and Mabel at the San Diego Exposition) de Roscoe Arbuckle (CM)
- 1915 : Mabel épouse Fatty (Mabel, Fatty and the Law) de Roscoe Arbuckle (CM) : la femme de Hubby
- 1915 : A Bird's a Bird de Walter Wright (CM) : l'épouse de Walrus
- 1915 : Ye Olden Grafter de Dell Henderson (CM)
- 1915 : Hearts and Planets de Mack Sennett (CM) : la jeune fille
- 1915 : The Home Breakers de Walter Wright (CM)
- 1915 : Willful Ambrose de Walter Wright (CM)
- 1915 : Les Tribulations de Fatty (Fatty's Reckless Fling) de Roscoe Arbuckle (CM) : l'épouse du voisin
- 1915 : Fatty fait une conquête (Fatty's Chance Aquaintance) de Roscoe Arbuckle (CM) la fiancée du pickpocket
- 1915 : Ambrose's Little Hatchet de Walter Wright (CM)
- 1915 : Le Chien de Fatty (en) (Fatty's Faithful Fido) de Roscoe Arbuckle (CM) : la fiancée de Fatty (non créditée)
- 1915 : Ambrose's Fury de Walter Wright (CM)
- 1915 : Fatty aviateur (en) (When Love Took Wings) de Roscoe Arbuckle (CM) : la jeune femme
- 1915 : Our Dare-Devil Chief de Charley Chase (CM) : l'épouse du maire
- 1915 : A Versatile Villain de Frank Griffith (CM)
- 1915 : He Wouldn't Stay Down de Charley Chase (CM) : l'épouse
- 1915 : Court House Crooks (CM) : l'épouse du juge
- 1915 : Dirty Work in a Laundry de Charley Chase (CM) : une employée du pressing
- 1915 : Fatty et la plongeuse (Fickle Fatty's Fall) de Roscoe Arbuckle (CM)
- 1915 : Fatty et le charlatan (A Village Scandal) de Roscoe Arbuckle (CM)
- 1915 : Fatty au théâtre (Fatty and the Broadway Stars) de Roscoe Arbuckle (CM) : une actrice
- 1916 : The Great Pearl Tangle de Dell Henderson (CM)
- 1916 : Pour l'amour de Mabel (en) (Bright Lights) de Roscoe Arbuckle (CM)
- 1916 : Fatty pipelet (en) (His Wife's Mistakes) de Roscoe Arbuckle (CM)
- 1916 : Fatty vagabond (The Other Man) de Roscoe Arbuckle (CM)
- 1918 : Mickey de F. Richard Jones et James Young : Elsie Drake, la cousine de Mickey

### Poursuite de sa carrière en tant que figurante
- 1926 : Skinner's Dress Suit de William A. Seiter (non créditée)
- 1935 : La Fugue de Mariette (Naughty Marietta) de Robert Z. Leonard et W.S. Van Dyke (non créditée)
- 1940 : The Man with Nine Lives de Nick Grinde : une patiente (non créditée)
- 1940 : Glamour for Sale de D. Ross Lederman : figuration (non créditée)
- 1940 : Rolling Home to Texas de Albert Herman : Josie Hunkapillar
- 1941 : Le Diable s'en mêle (The Devil and Miss Jones) de Sam Wood : une cliente (non créditée)
- 1941 : Qu'elle était verte ma vallée (How Green Was My Valley) de John Ford : figuration (non créditée)
- 1941 : The Miracle Kid de William Beaudine : Pheney
- 1942 : The Man Who Returned to Life de Lew Landers : Mrs. Tuller (non créditée)
- 1942 : Blondie for Victory de Frank R. Strayer : une ménagère américaine (non créditée)
- 1943 : The Chance of a Lifetime de William Castle : la femme dans le couloir (non créditée)
- 1945 : Eve Knew Her Apples de Will Jason (en) : la propriétaire (non créditée)
- 1947 : The Son of Rusty de Lew Landers : figuration (non créditée)
- 1948 : My Dog Rusty de Lew Landers : Mrs. Laura Foley (non créditée)
- 1955 : How to Be Very, Very Popular de Nunnally Johnson : une dame âgée (non créditée)
- 1955 : Artistes et Modèles (Artists and Models) de Frank Tashlin (non créditée)
- 1956 : Le Tour du monde en quatre-vingts jours (Around the World in Eighty Days) de Michael Anderson : figuration (non créditée)
- 1956 : Un vrai cinglé de cinéma (Hollywood or Bust) de Frank Tashlin : Miss Pettywood (non créditée)
- 1957 : L'Homme qui n'a jamais ri (The Buster Keaton Story) de Sidney Sheldon : Boarder (non créditée)
- 1957 : Elle et lui (An Affair to Remember) de Leo McCarey : une passagère du bateau (non créditée)
- 1957 : Will Success Spoil Rock Hunter? de Frank Tashlin : Scrubwoman (non créditée)
- 1963 : Un monde fou, fou, fou, fou (It's a Mad Mad Mad Mad World) de Stanley Kramer : une femme dans la scène finale (non créditée)
- 1964 : La Reine du Colorado (The Unsinkable Molly Brown) de Charles Walters (non créditée)
- 1970 : Savage Intruder de Donald Wolfe : Guest
- 1971 : Willard de Daniel Mann : Guest (non créditée)
- 1971 : What's the Matter with Helen? de Curtis Harrington : une vieille dame (non créditée)
- 1971 : The Steagle de Paul Sylbert : une vieille dame (non créditée)